# Rivula modesta
Rivula modesta är en fjärilsart som beskrevs av M.Gaede 1939. Rivula modesta ingår i släktet Rivula och familjen nattflyn. Inga underarter finns listade.